# Тауэр Гейтвей
Тауэр Гейтвей — станция Доклендского лёгкого метро на Тауэр-Хилл недалеко от Тауэра. Расположена в тарифной зоне 1. Станция построена вдоль железнодорожных путей, ведущих к Фенчёрч-стрит на месте закрытой железнодорожной станции Минорис.
Станция находится в шаговой доступности от Тауэр-Хилла и станции Фенчёрч-стрит. Вход с улицы осуществляется по эскалатору, лестнице или на лифте в западной части станции. Пешеходный переход связывает станцию со станцией Тауэр-Хилл, ближайшей станцией лондонского метро. Станция обслуживает восточный край финансового центра Лондонского Сити и здания вокруг доков Святой Катарины
Станция была открыта в 1987 и была западным окончанием первой ветки DLR, самой ближней станцией к центральному Лондону.
Подземное продление до Бэнка, открывшееся в 1991 году, отходит от изначального маршрута между Тауэр Гейтвейем и Шедуэллом, следующей станцией на восток. Оно уходит вниз недалеко от восточного окончания платформы, откуда его хорошо видно. Сегодня Тауэр Гейтвей является конечной остановкой для наименее загруженного маршрута до Бектона. Для того чтобы доехать до станций на других направлениях, понадобится совершить пересадку на следующих станциях.
В соответствии с изначальной философией Доклендского лёгкого метро, Тауэр Гейтвей является простой эстакадной станцией. Изначально станция имела два пути. Однако после открытия продления до Бэнка загруженность станции сильно упала. До реконструкции станция имела центральную платформу, вдоль которой шли пути.
Дальнейшая реконструкция станции началась 30 июня 2008 года. Станция вновь открылась 2 марта 2009 года. Станция была перестроена как конечная с одним путём и возможностью вмещать поезда на три вагона (раньше все поезда были только с 2 вагонами). Теперь станция имеет по платформе с каждой стороны от пути, одна для прибывающих пассажиров, другая — для отбывающих.

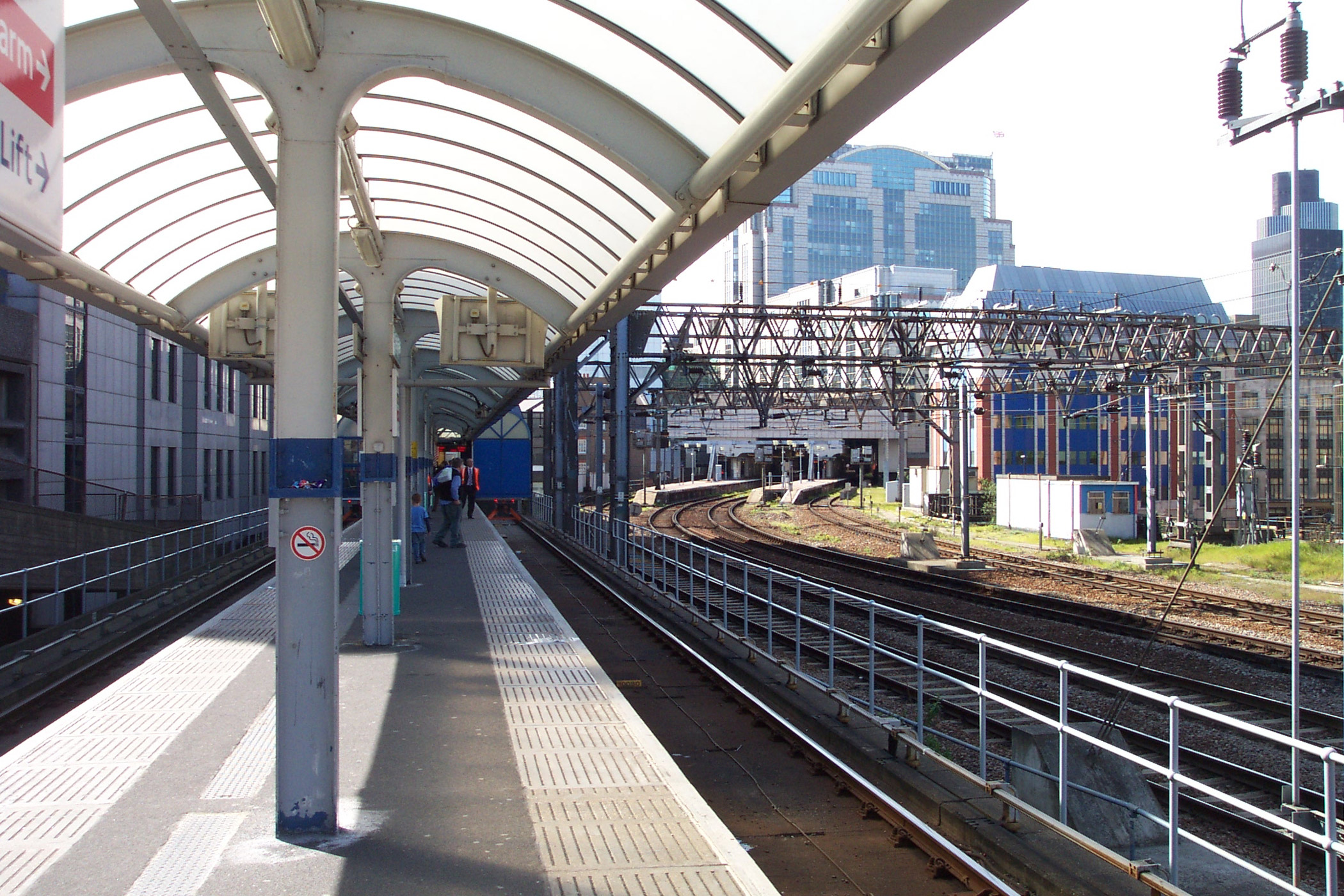
Первоначальные платформы Тауэр Гейтвей, с въездом на Фенчёрч-стрит справа
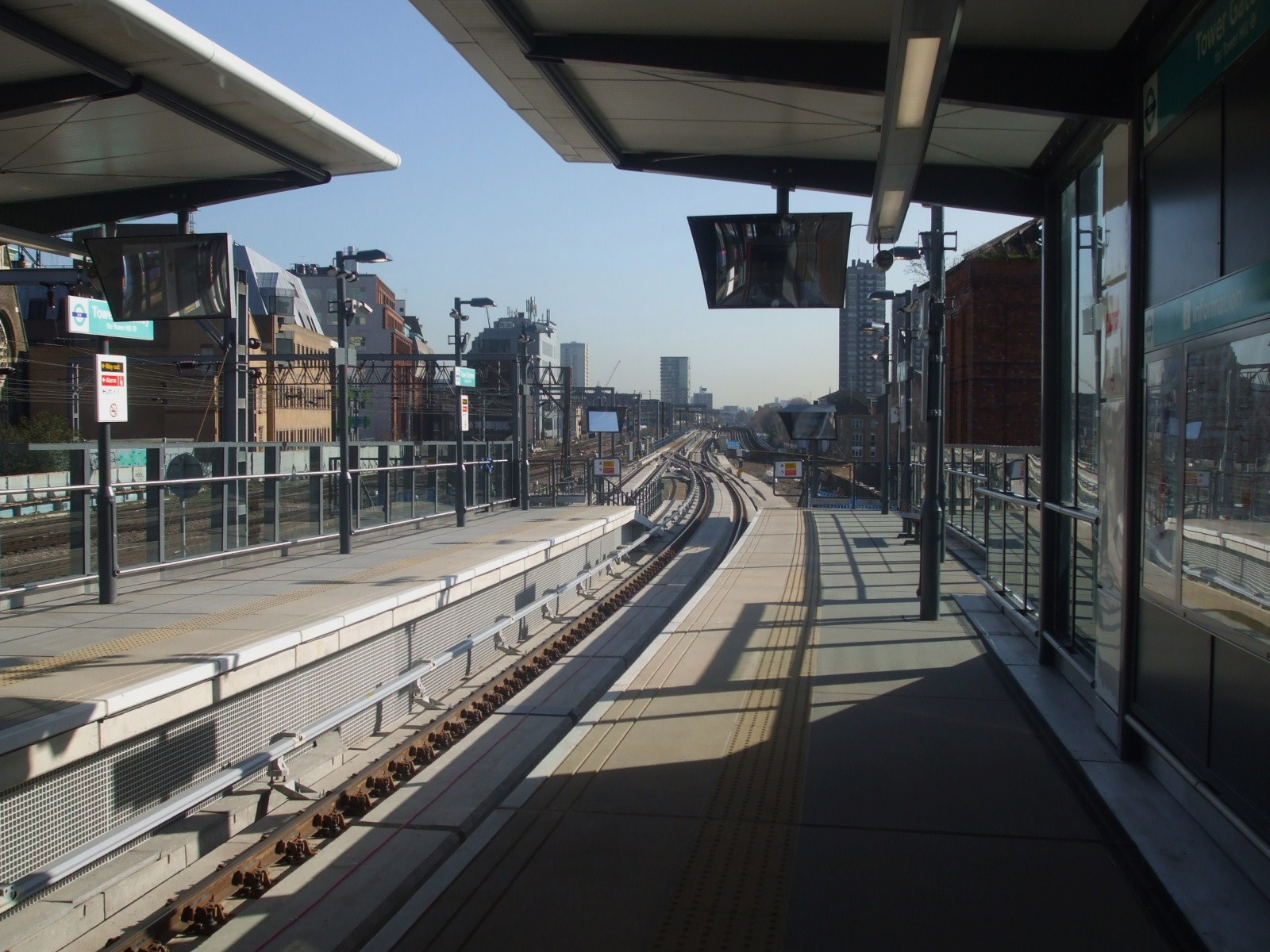
Вид с переделанной станции на восток, также видны поездные пути к Фенчёрч-стрит слева
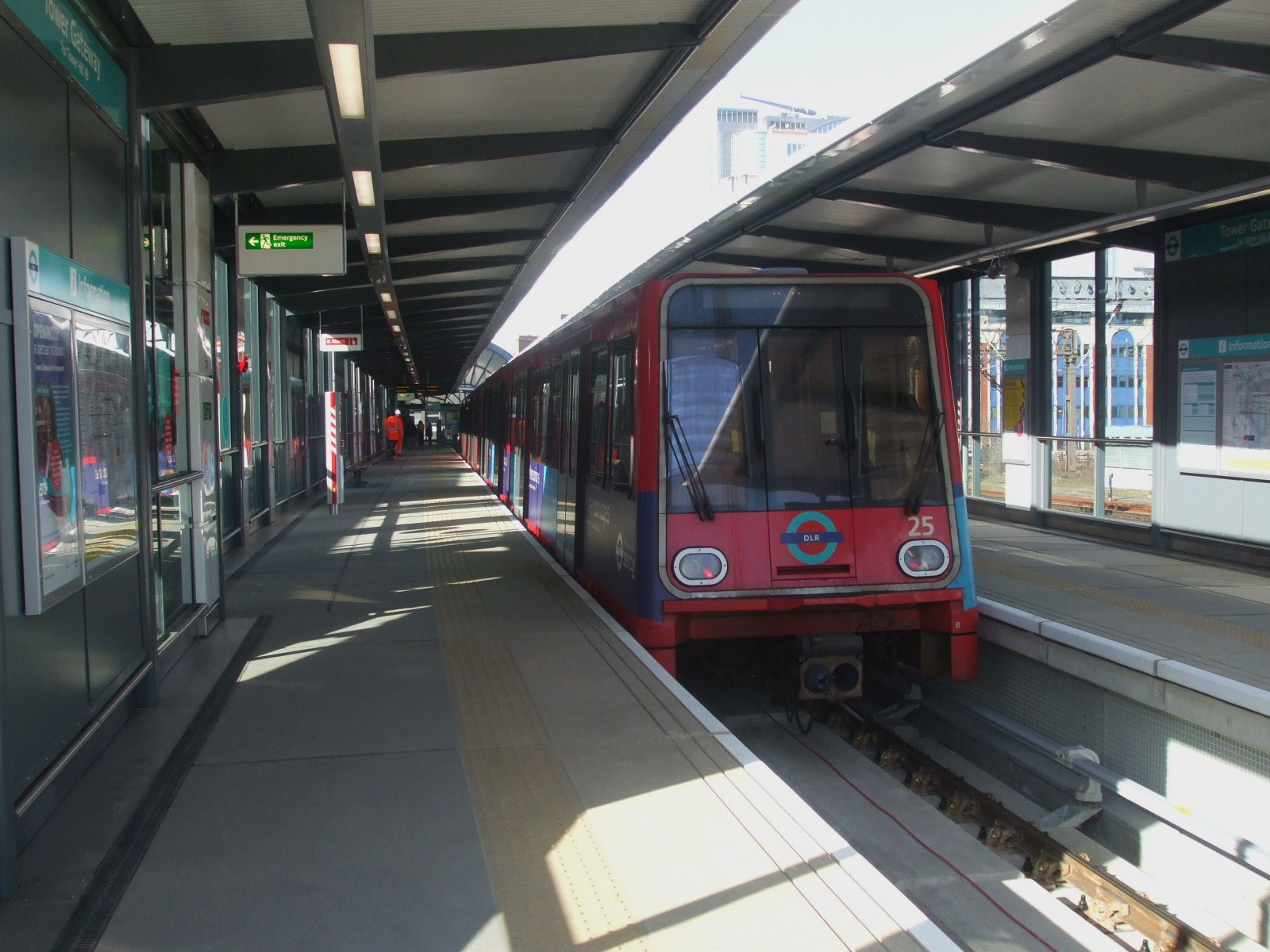
Вид с новой станции на запад, в сторону буфера
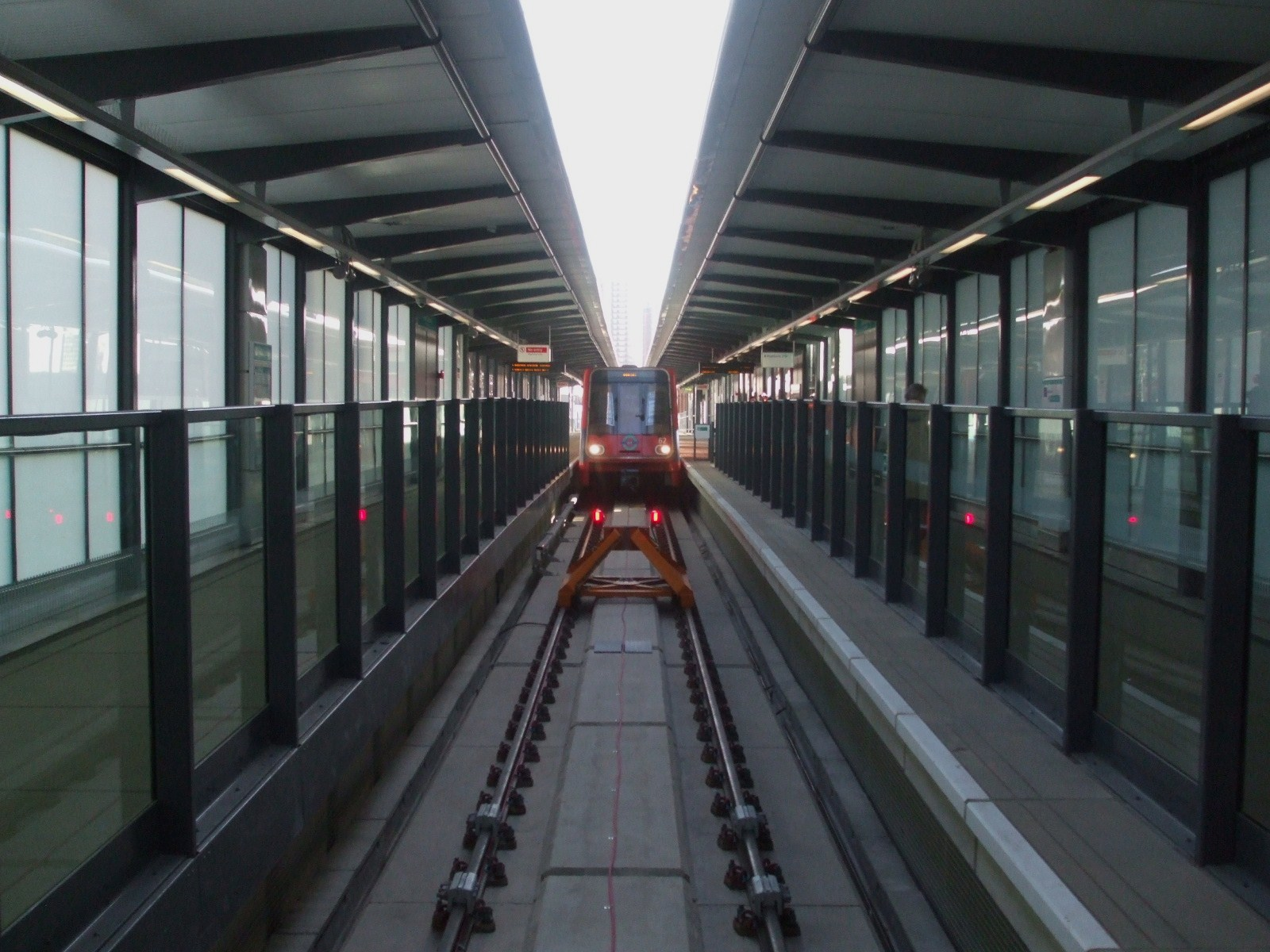
Вид от входа на восток через буфер в сторону поезда, ожидающего отправления